# Campeonato de Australia 1936
Lista de los campeones del Abierto de Australia de 1936:

## Individual masculino
Adrian Quist (AUS) d. Jack Crawford (AUS),  6–2, 6–3, 4–6, 3–6, 9–7

## Individual femenino
Joan Hartigan Bathurst (AUS) d. Nancye Wynne (AUS), 6–4, 6–4

## Dobles masculino
Don Turnbull/Adrian Quist (AUS)

## Dobles femenino
Thelma Coyne Long (AUS)/Nancye Wynne (AUS)

## Dobles mixto
Nell Hall Hopman (AUS)/Harry Hopman (AUS)
| Predecesor: 1935                         | Abierto de Australia 1936 | Sucesor: 1937                         |
| Predecesor: Campeonato de Australia 1935 | Grand Slam 1936           | Sucesor: Torneo de Roland Garros 1936 |

- Datos: Q677149